# Kobyłka (gmina)
Kobyłka – dawna gmina wiejska istniejąca w latach 1928–1954 w woj. warszawskim (dzisiejsze woj. mazowieckie). Początkowo siedzibą władz gminy była wieś Kobyłka, a po wojnie Antolek.
Gmina Kobyłka powstała jako gmina wiejska o miejskich uprawnieniach finansowych 1 października 1928 roku w powiecie radzymińskim w woj. warszawskim, z części obszaru gminy Radzymin. W jej skład weszły miejscowości: Chór, Czarna, Grabicz, Jarmarki, Kanik-Michlewizna, Kobylak, Kobyłka, Mironów-Górki, Maciołki, Nadarzyn, Turów, Czarna Mała, Sosnówka i Ulasek, folwarki: Czarna Kobyłka i Stary Dwór oraz majątki: Orszagowo, Batorówka, Arkuszewo i Zosinek.
20 października 1933 gminę Kobyłka podzielono oficjalnie na 15 gromad: Antolek, Czarna, Dąbrowa, Jędrzejek, Kobylak, Kobyłka, Maciołki, Mareta, Mironowe Górki, Nadarzyn, Piotrówek, Sosnówka, Turów, Ulasek i Zosinek.
1 kwietnia 1939 do gminy Kobyłka przyłączono część obszaru gminy Ręczaje – gromady Grabicz i Ossów.
Po wojnie gmina zachowała przynależność administracyjną. 1 lipca 1952 roku zmieniono nazwę powiatu radzymińskiego na wołomiński; równocześnie część obszaru gminy Kobyłka włączono do gminy Zielonka (gromady Kobylak, Turów i Zosinek) i do Wołomina (część gromady Sosnówka położoną na wschód od osi ulicy Koziej).
Według stanu z dnia 1 lipca 1952 roku gmina składała się z 13 gromad: Antolek, Czarna, Grabicz, Jędrzejek, Kobyłka, Maciołki, Mareta, Mironowe Górki, Nadarzyn, Ossów, Piotrówek, Sosnówka i Ulasek.
Jednostkę zniesiono 29 września 1954 roku wraz z reformą wprowadzającą gromady w miejsce gmin. Jednostki nie przywrócono 1 stycznia 1973 roku po reaktywowaniu gmin, ponieważ większość jej danego obszaru weszła w skład utworzonego w 1969 roku miasta Kobyłka.